# Путнам, Сет
Сет Эдвард Путнам (англ. Seth Edward Putnam; 15 мая 1968 — 11 июня 2011) — американский музыкант, основатель грайндкор-группы Anal Cunt. Известен своим брутальным скримингом и шокирующими текстами песен.

## Ранние годы
Путнам родился 15 мая 1968 года в Бостоне. Сет женился первый раз на Элисон в декабре 1998 года и прожил с ней до июня 2001 года. Второй раз он женился в 2008 году. В середине 1980-х Путнам играл на бас-гитаре в треш-метал группе Executioner.

## Передозировка наркотиков и кома
12 октября 2004 года был госпитализирован после употребления коктейля из кокаина, алкоголя и героина. Было сообщено, что музыкант провел предыдущий день в думах о самоубийстве, хотя точные обстоятельства передозировки наркотиков туманны.
Реакция Путнама на свою кому была ироничной — альбом Anal Cunt 1997 года I Like It When You Die содержал песню «You’re in a Coma». По поводу своей передозировки и комы Путнам сказал в интервью журналу Boston Phoenix: «Как выяснилось, кома — такая же лажа, как в моей песне девятилетней давности. Быть в коме настолько же тупо, как я это и описал».
До впадения в кому в 2004 году, у Путнама уже была передозировка героина в 1998 году. В интервью 2007 года он сказал: «В 1998 году я был мёртв в течение 10 минут от передозировки героина. Скорая помощь использовала эту штуку, чтобы оживлять людей, и это не сработало. Они попробовали это во второй раз, чёрт возьми, и это сработало. Всё, что я помню, это как проснулся на своей кухне, понятия не имея, где я нахожусь. По дороге в больницу врач скорой помощи сказал мне, что у меня, вероятно, будет повреждение головного мозга до конца моей жизни. Однако к тому времени, как я добрался до больницы, я полностью пришёл в норму. В тот раз я тоже не видел никаких „мистических видений“ или чего-то в этом роде».

## Конфликт с Крисом Барнсом
У музыканта была многолетняя вражда с Крисом Барнсом, фронтменом группы Six Feet Under и бывшим фронтменом группы Cannibal Corpse. На своём сайте (ныне несуществующем) Путнам опубликовал множество причин их вражды. Также он упомянул инцидент, в котором Барнс испугался драться с Путнамом, и убежал в свой автобус. В ответ на побег Барнса Путнам написал песню «Chris Barnes is a Pussy», вошедшую на альбом It Just Gets Worse. Однако сам музыкант заявил, что песня Six Feet Under Bringer of Blood является его любимой.

## Смерть
11 июня 2011 года, в возрасте 43 лет, скончался от сердечного приступа.. Его могила находится на кладбище Ньютон в Ньютоне, штат Массачусетс.

## Сторонние проекты

### Образованные группы
- Angry Hate
- Satan’s Warriors
- Impaled Northern Moonforest
- Shit Scum
- Full Blown A.I.D.S.
- Death’s Head Quartet
- Cuntsaw
- You’re Fired
- Adolf Satan
- Upsidedown Cross
- Executioner
- Post Mortem
- Siege
- Sirhan Sirhan
- Insult
- Person Killer
- Vaginal Jesus

### Группы, в которых Путнам играл на разных инструментах
- Bad Mouthed Bandits (гитара)
- Bratface (гитара)
- EYEHATEGOD (вокал)
- Buzzoven (вокал)
- Fear of God (ударные)
- Flächenbrand (ударные на одной из песен)
- Haggis (вокал)
- Kilslug (гитара, ударные)
- Necrophiliacs (бас на одной из песен)
- Nightstick (вокал)
- Sickie Wifebeater’s 4F Club (вокал)
- Seven Minutes of Nausea (ударные, бэк-вокал в песне Disobedient Losers)
- Pantera (крики на альбоме The Great Southern Trendkill)

### Гостевой вокал
- Bruce Chittenden
- Arson Anthem
- Brutal Truth
- Convalescent Surprise
- Corrosion of Conformity
- Graveyard BBQ
- Incantation
- Le Scrawl
- Nasty Disaster
- Padded Hell
- Pantera
- Psycho
- P.T.L Klub
- Scissorfight
- Slapshot
- The Ruins
- Thor
- Today is the Day
- W.B.I.
- No Skids Daddy (в песне «16»)